# Вилуди (Підляське воєводство)
Вилуди (пол. Wyłudy) — село в Польщі, у гміні Корицин Сокульського повіту Підляського воєводства.
Населення — 131 особа (2011).
У 1975—1998 роках село належало до Білостоцького воєводства.

## Демографія
Демографічна структура станом на 31 березня 2011 року:
|          | Загалом | Допрацездатний вік | Працездатний вік | Постпрацездатний вік |
| -------- | ------- | ------------------ | ---------------- | -------------------- |
| Чоловіки | 58      | 10                 | 41               | 7                    |
| Жінки    | 73      | 22                 | 39               | 12                   |
| Разом    | 131     | 32                 | 80               | 19                   |